# Горный Ключ (Башкортостан)
Го́рный Ключ (баш. Горный Ключ) — деревня в Куюргазинском районе Республики Башкортостан Российской Федерации. Входит в состав Бахмутского сельсовета.

## География
Географическое положение
Расстояние до:
- районного центра (Ермолаево): 18 км,
- центра сельсовета (Бахмут): 6 км,
- ближайшей ж/д станции (Ермолаево): 20 км.

## Население
| 2002 | 2009 | 2010 |
| ---- | ---- | ---- |
| 143  | →143 | ↘113 |

Национальный состав
Согласно переписи 2002 года, преобладающая национальность — башкиры (70 %).